# Cryptocarya ferrea
Cryptocarya ferrea är en lagerväxtart som beskrevs av Carl Ludwig von Blume. Cryptocarya ferrea ingår i släktet Cryptocarya och familjen lagerväxter.

## Underarter
Arten delas in i följande underarter:
- C. f. erectinervia
- C. f. scortechinii